# Emilio Usiglio
 (octobre 2024).
Si vous disposez d'ouvrages ou d'articles de référence ou si vous connaissez des sites web de qualité traitant du thème abordé ici, merci de compléter l'article en donnant les références utiles à sa vérifiabilité et en les liant à la section « Notes et références ».
Œuvres principales
- Le donne curiose

Répertoire
- Mefistofele d'Arrigo Boito
- Carmen de Georges Bizet

Emilio Usiglio (né le 8 janvier 1841 à Parme et mort le 7 juillet 1910 à Milan) est un chef d'orchestre et compositeur romantique italien.

## Biographie
Emilio Usiglio a étudié la musique à Parme, d'abord avec Giuseppe Barbacini puis avec Giovanni Rossi, avant de poursuivre son éducation à Pise avec Carlo Romani et à Florence avec Teodulo Mabellini. À l'âge de 20 ans, il entame avec un certain succès sa carrière à l'opéra en composant La locandiera. Il écrit exclusivement des opere buffe, son plus fameux étant Le donne curiose écrit en 1879 d'après la pièce de Carlo Goldoni.
Comme chef d'orchestre, Usiglio a dirigé la première, à Bologne en 1875, de la nouvelle version du Mefistofele d'Arrigo Boito, et en 1877, il a dirigé les créations en Italie de Carmen de Georges Bizet à Naples et de Hamlet d'Ambroise Thomas à Venise. En 1889, il a dirigé la première à Modène de Fosca (en) d'Antônio Carlos Gomes.
À cause de son alcoolisme croissant, Usiglio a été obligé d'abandonner la baguette de chef d'orchestre en 1897.
Emilio Usiglio était marié avec la chanteuse Clementina Brusa (Ternate, 30 mai 1845 - Milan, 2 octobre 1910).

## Œuvres

### Opéras
- La locandiera, livret de Giuseppe Barilli (Turin, Teatro Vittorio Emanuele, 5 septembre 1861)
- Un'eredità in Corsica, livret de Raffaello Berninzone (Milan, Teatro di Santa Radegonda, 1er juillet 1864)
- Le educande di Sorrento or La figlia del generale, livret de Raffaello Berninzone (Florence, Teatro Alfieri, 1er mai 1868)
- La scommessa, livret de Benedetto Rado (Florence, Teatro Principe Umberto, 6 juillet 1870)
- La secchia rapita, livret d'Angelo Anelli, écrit en collaboration avec cinq autres compositeurs (Florence, Teatro Goldoni, 6 avril 1872)
- Le donne curiose, livret d'Angelo Zanardini (Madrid, Teatro Real, 11 février 1879)
- Nozze in prigione, livret d'Angelo Zanardini (Milan, Teatro Manzoni, 23 mars 1881)
- La guardia notturna ossia La notte di San Silvestro, livret de Raffaello Berninzone, non représenté
- I fratelli di Lara, non représenté

### Ballet
- Atabalipa degli Incas o Pizzarro alla scoperta delle Indie (Florence, Teatro Nazionale, automne 1866)

### Autres œuvres
- Rimembranze dell'Arno, album vocal dédié à Giovanni Pacini
- Allora... e adesso, stornello
- Lamento d'oltre tomba, pour voix et piano
- Su marinar, barcarola pour voix et piano